# マルファッティ委員会
マルファッティ委員会（マルファッティいいんかい、1970年7月1日 - 1972年3月21日）は、フランコ・マリア・マルファッティを委員長とする欧州委員会。

## 業績
マルファッティ委員会はレイ委員会の後継となり、その後マンスホルト委員会に継承されている。マルファッティ委員会は欧州共同体 (EC) の財政枠組みの採択や単一市場の形成といった欧州の統合過程を再開させている。また政治や金融面での域内協力を始めさせたほか、デンマーク、アイルランド、ノルウェー、イギリスとの加盟交渉を開始し、 EC の拡大についても進めだした。

## 委員
| 担当分野                          | 委員                             | 出身国         | 所属政党                      |
| --------------------------------- | -------------------------------- | -------------- | ----------------------------- |
| 委員長                            | フランコ・マリア・マルファッティ | イタリア       | キリスト教民主党 (イタリア)DC |
| 副委員長 農業担当                 | シッコ・マンスホルト             | オランダ       | Labour                        |
| 副委員長 域内市場、エネルギー担当 | ヴィルヘルム・ハファーカンプ     | 西ドイツ       |                               |
| 経済・通貨問題担当                | レイモン・バール                 | フランス       | UDF                           |
| 競争、地域政策担当                | アルベルト・ボルシェッテ         | ルクセンブルク |                               |
| 社会問題、運輸、財政担当          | アルベール・コッペ               | ベルギー       |                               |
| 対外関係、貿易担当                | ラルフ・ダーレンドルフ           | 西ドイツ       | FDP                           |
| 対外関係、開発支援担当            | ジャン＝フランソワ・ドニオー     | フランス       | UDF                           |
| 産業、貿易担当                    | アルティエロ・スピネッリ         | イタリア       | PCI                           |

### 委員の政治傾向
上記表中を色で分けているのは各委員の政治傾向を示す。それぞれ以下の通りである。
| 政治傾向     | 委員の数 |
| ------------ | -------- |
| 右派・ 保守  | 1        |
| リベラル     | 3        |
| 左派・ 革新  | 2        |
| 不明・無所属 | 3        |